# Formelumsatz
Ein Formelumsatz ist in der Chemie die Angabe einer vollständigen Umsetzung von Ausgangsstoffen zu den Produkten gemäß einer vorliegenden chemischen Reaktionsgleichung. Bei einem elementaren Formelumsatz einer Reaktion N2 + 3 H2 {\displaystyle \rightleftharpoons } 2 NH3 werden entsprechend der Stöchiometrie ein Molekül Stickstoff und drei Moleküle Wasserstoff zu zwei Molekülen Ammoniak umgesetzt. Oft wird ein molarer Formelumsatz betrachtet, bei dem entsprechende molare Stoffmengen der Moleküle vollständig umgesetzt werden. Ein solcher Formelumsatz wird zur Angabe von chemischen Daten einer Reaktion verwendet, um beispielsweise die Reaktionsenthalpie einer Reaktion anzugeben: N2 + 3 H2 {\displaystyle \rightleftharpoons } 2 NH3, ΔRH = −92,4 kJ·mol−1.
In älterer Literatur wird der Formelumsatz auch mit dem Doppelsymbol „FU“ (beides Großbuchstaben) betitelt.
Bei vielen Reaktionsgleichungen treten nicht wie im Beispiel nur Moleküle, sondern auch Atome, Kationen, Anionen, Formeleinheiten und in der Elektrochemie Elektronen auf. Bei Formelumsätzen wird daher oft von stöchiometrischen „Objektmengen“ gesprochen, um ein Sammelwort für die verschiedenen Teilchen und Verhältnisformeln in einer Reaktionsgleichung zu haben. Der molare Formelumsatz einer Reaktionsgleichung entspricht der Umsatzvariablen (Reaktionslaufzahl) ξ = 1 mol.

## Formelschreibweise und Formelumsatz
Für Reaktionsgleichungen gilt im Allgemeinen, dass nur ganzzahlige stöchiometrische Zahlen verwendet werden, die jedoch so klein wie möglich sind. Solche Reaktionsgleichungen werden nach DIN 32 642 Kardinalgleichungen genannt. Bei einem Formelumsatz nach der Reaktionsgleichung
{\displaystyle \mathrm {2\ H_{2}+O_{2}\longrightarrow 2\ H_{2}O} }
werden 2 mol H2 und 1 mol O2 zu 2 mol H2O umgesetzt. Gelegentlich werden auch gebrochene stöchiometrische Zahlen verwendet:
{\displaystyle \mathrm {H_{2}+{\frac {1}{2}}\ O_{2}\longrightarrow H_{2}O} }
Bei einem Formelumsatz werden hier 1 mol H2 und 0,5 mol O2 zu 1 mol H2O umgesetzt.
Die Form der Reaktionsgleichung hat Auswirkungen, wenn beispielsweise zu der Reaktion eine molare Standardreaktionsenthalpie angegeben wird. Während bei der oberen Kardinalgleichung der Wert bei ΔrH0 = −571,6 kJ/mol liegt, ist der Wert bei der unteren Gleichung nur halb so groß (ΔrH0 = −285,8 kJ/mol).
Ist die Reaktion eine Gleichgewichtsreaktion, wird die Reaktionsgleichung von links nach rechts gelesen.
{\displaystyle \mathrm {3\ H_{2}+N_{2}\rightleftharpoons 2\ NH_{3}} ,} ΔRH = −92,4 kJ·mol−1
Bei einem Formelumsatz werden bei der Kardinalgleichung 3 mol Wasserstoff mit einem Mol Stickstoff zu 2 mol Ammoniak umgesetzt. Die molare Reaktionsenthalpie ist in dieser Reaktionsrichtung exotherm; der Wert ist entsprechend negativ angegeben.

## Mathematische Definition
Bei einem Formelumsatz ändert sich die Umsatzvariable um 1 mol:
{\displaystyle \Delta \xi =1{\text{mol}}={\frac {\Delta n_{i}}{\nu _{i}}}}
- ξ: Umsatzvariable
- vi: stöchiometrische Zahl der Teilchen i
- Δni: Änderung der Stoffmenge der Teilchen i

Die stöchiometrische Zahl und die Änderung der Stoffmenge der i-ten Teilchen haben negative Vorzeichen, wenn sie verbraucht werden und positive, wenn sie gebildet werden. Die Umsatzvariable ist damit immer positiv. Die Stoffmenge hat die Einheit mol, die stöchiometrische Zahl ist dimensionslos.